# Lee Bible
Lee Bible (27 de mayo de 1887-13 de marzo de 1929) fue un mecánico y piloto automovilístico  estadounidense. Murió intentando batir el récord mundial de velocidad el 13 de marzo de 1929 en Ormond Beach, Florida.

## Primeros años
Conway Lee Bible nació en una granja cercana a Midway, Tennessee.

## Intento de récord previo

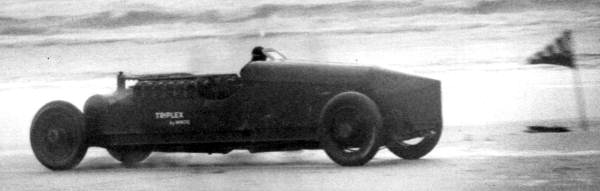
El coche de récord de velocidad en tierra Triplex, de color blanco, conducido por Lee Bible.

El 11 de marzo, el piloto británico Henry Segrave había batido el récord mundial de velocidad con un registro de 231.44 mph (372.47 km/h) conseguido en el Golden Arrow, batiendo el antiguo registro marcado por Ray Keech con el Triplex Special.
Jim White, dueño del Special, quería que el título volviese a estar en poder de los Estados Unidos. Se preguntó a Keech  si quería volver a conducir el Triplex Special, pero  declinó el ofrecimiento, considerando el coche demasiado peligroso.
White entonces ofreció el volante a su mecánico de equipo y operario de garaje, Lee Bible, quien vio esta ocasión como la oportunidad de su vida. Fue declarado elegible por los oficiales después de unas cuantas carreras de práctica, a pesar de su inexperiencia.

## El intento de récord

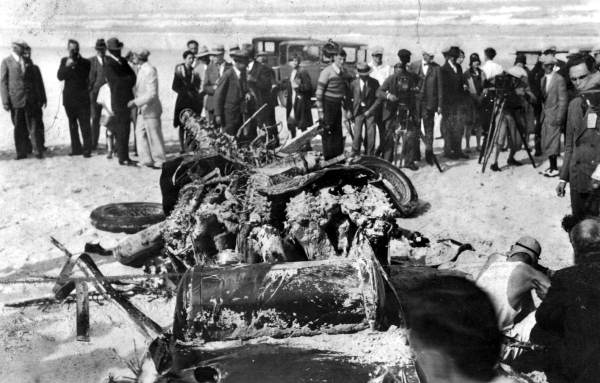
Consecuencias del accidente

En su primera carrera, Bible fue cronometrado a 186 mph (299 km/h), bastante por debajo del récord. En su recorrido de vuelta registró 202 mph (325 km/h). Poco después de pasar por el cronometraje, el automóvil se desvió de repente, presumiblemente porque Bible liberó el acelerador demasiado rápido. El Triplex Special chocó contra las dunas y salió rodando, deteniéndose finalmente 60 m más allá. Durante el accidente, Bible salió despedido del coche, matándose instantáneamente. El coche arrolló a un fotógrafo, Charles R. Traub, que también resultó muerto.